# Suggestion
La suggestion désigne en premier lieu l'influence d'une idée sur le comportement, la pensée, la perception, le jugement ou la mémoire. Une personne peut donc accomplir un acte ou élaborer une pensée de son propre chef, ou encore parce que cet acte ou cette pensée lui sont dictés par une idée. C'est cet acte (ou cette pensée), tantôt involontaire, tantôt inconscient, qui est appelé suggestion.  
Avec Bernheim, le terme de suggestion désigne l'acte de transmettre une idée directrice, par le langage verbal, ou non verbal. Elle devient l'acte de « suggérer » et se définit dans la relation d'une personne qui peut avoir une influence sur une autre. 
Au cours du XXe siècle, le terme de suggestion désigne plus souvent la parole, le geste ou l'information, utilisés dans le but d'influencer l'autre. 

## Historique
D'après les philologues Oscar Bloch et Walther von Wartburg, le terme de suggestion présente une connotation péjorative dès son apparition en 1174. On l'associe aux idées de sorcellerie et de pratiques diaboliques. Il en sera de même pour le verbe suggérer apparu à la fin du XVe siècle. Dans ses Méditations sur l'évangile, Bossuet dénonce les suggestions du démon. Il faut attendre le milieu du XIXe siècle pour qu'Émile Littré signale que suggestion « se dit quelquefois en bonne part ».

## Hypnose
Mentionnée par James Braid à propos de l'hypnose, puis par Ambroise-Auguste Liébeault, la suggestion a surtout été définie et mise au centre du processus psychothérapeutique par Hippolyte Bernheim. En 1884, Bernheim la définissait comme « acte par lequel une idée est introduite dans le cerveau et acceptée par lui ». Selon Bernheim, Joseph Delbœuf, et les autres membres de l'École de Nancy (aussi appelée École de la suggestion), c'est la suggestion qui explique l'hypnose plutôt qu'un quelconque phénomène physiologique.
Ils s'opposent en cela à Jean-Martin Charcot et Pierre Janet de l'École de la Salpêtrière. Dans le cadre de la polémique qui oppose les deux écoles, Janet déclare en 1889, « je ne suis pas disposé à croire que la suggestion puisse expliquer tout et en particulier qu'elle puisse s'expliquer elle-même ».
Mais Janet et Bernheim se rejoignent sur l'idée selon laquelle la suggestibilité n'est pas nécessairement liée à l'hypnose. Janet écrit dans L'automatisme psychologique que « la suggestibilité peut être très complète en dehors du somnambulisme; elle peut être totalement absente dans un état de somnambulisme complet ». Bernheim en déduisait en 1891 que la psychothérapie suggestive opérait aussi bien, sinon mieux, sans hypnose. On retrouve une idée analogue chez Milton Erickson, pour qui il peut très bien y avoir hypnose sans rituel hypnotique.
Le pharmacien Émile Coué, auteur de la célèbre méthode qui porte son nom, apprendra les techniques de suggestion de Liébeault et Bernheim en 1885.

## Psychanalyse
Dans la polémique qui oppose ses deux professeurs, Bernheim et Charcot, Sigmund Freud prend une position proche de l'École de la Salpêtrière.  En 1921, revenant sur cette période, il déclare que sa résistance à la tyrannie de la suggestion s'est « orientée ultérieurement vers la révolte contre le fait que la suggestion, qui expliquerait tout, devrait elle-même être dispensée d'explication ».
Tout comme Charcot, et contrairement à Janet, Bernheim ou Erickson, Freud fait de la suggestibilité un trait caractéristique de l'hypnose, elle-même assimilée à un état pathologique objectivable. Ainsi, en rejetant l'hypnose, il pense se débarrasser de la suggestion.
Pour Freud, la suggestion trouve — comme l'hypnose — une limite dans son application du fait de la variabilité de la suggestibilité des patients. À la suite de Charcot, il considère que le modèle des patients susceptibles d'être influencés devrait être les hystériques mais que, même pour ces personnes, la technique de suggestion et/ou l'hypnose ne fonctionne pas suffisamment pour fonder un traitement. Après l'édification du modèle de la cure psychanalytique, la suggestion devient une sorte de manquement à la position de neutralité de l'analyste qui n'a pas à intervenir dans le processus associatif de son patient.
Nombre de contemporains de Sigmund Freud, tels les psychiatres Eugen Bleuler ou Leopold Löwenfeld considèrent que la suggestion continue à jouer un rôle très important dans l'analyse. Ainsi, Löwenfeld écrit dans un article de 1899 « les patients étaient soumis à une influence suggestive de la part de la personne qui les analysait » et Bleuler en 1896 « il est tout à fait possible que les succès thérapeutiques de la « méthode cathartique » soient tout simplement basés sur de la suggestion ». Freud, quant à lui, a toujours maintenu que la suggestion n'intervenait pas dans les interprétations et les constructions analytiques.
Plus récemment, des analystes comme Michel Neyraut ou René Roussillon entre autres, considèrent que la psychanalyse n'en a pas terminé avec la question de l'impact de la suggestion. De son côté, François Roustang, dans son article Suggestion au long cours, publié en 1978 dans la Nouvelle Revue de Psychanalyse, souligne le rôle de la suggestion dans la cure psychanalytique. Cet article sera repris en 1980 dans son livre Elle ne le lâche plus… Mikkel Borch-Jacobsen souligne en 2002 que « le refus de Freud de reconnaître le rôle de la suggestion correspond théoriquement à une très profonde objectivation de la relation thérapeutique, comme si la parole des patients ne faisait que reproduire un pur « mécanisme psychique » observable de l'extérieur ».